# Elevador da Bica
L'Elevador da Bica è una funicolare che collega Rua de São Paulo con Rua de Loreto nella città di Lisbona, realizzata nel 1892 dall'ingegnere portoghese Raoul Mesnier de Ponsard.
L'Elevador da Bica è di proprietà della Companhia de Carris de Ferro de Lisboa ed insieme agli altri elevador (da Glória, do Lavra e de Santa Justa), costituisce una delle principali attrazioni turistiche della capitale lusitana.